# Newbridge Demesne
Newbridge Demesne est un domaine et un manoir géorgien du début du XVIIIe siècle situé dans le nord du comté de Dublin, en Irlande. Il est construit vers 1751 par Charles Cobbe, archevêque de Dublin, et reste la propriété de ses descendants Cobbe jusqu'en 1985. Il est ensuite acquis par le Conseil du comté de Dublin, dans le cadre d'un accord selon lequel Newbridge House resterait la maison familiale.
Située au cœur de 400 acres de parc partiellement boisé, Newbridge House est l'un des plus beaux exemples survivants de l'architecture géorgienne. Le domaine forme désormais l'un des parcs régionaux de Fingal et contient des bâtiments historiques, notamment la maison principale, une ferme d'exposition, un café et une boutique.

## Histoire

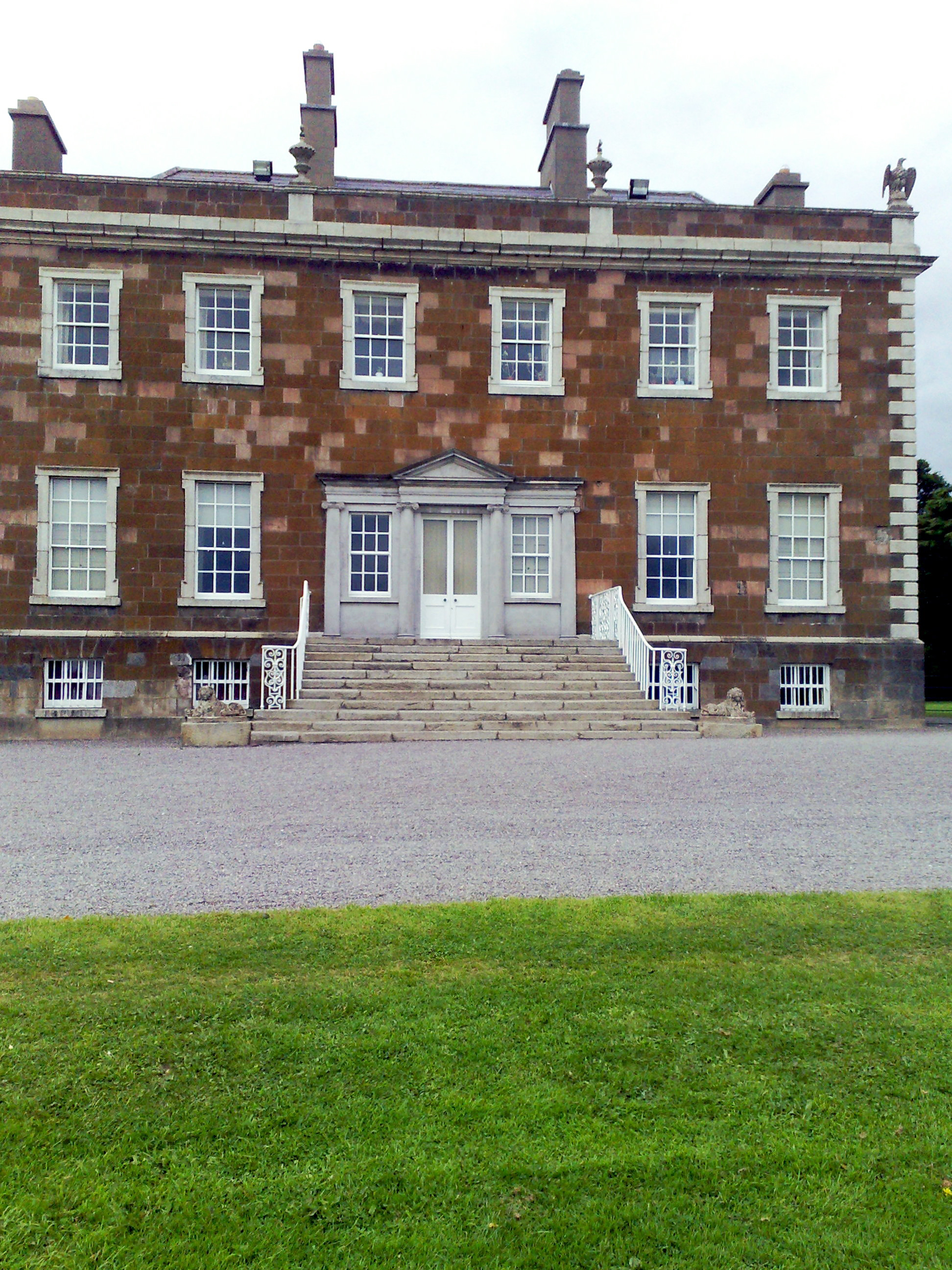
Entrée principale de Newbridge House

Le 19 juin 1736, Charles Cobbe, alors évêque de Kildare, paie 5 526,5,6 £ pour les terres urbaines de Donabate, Lainstown, Haggardstown et Newbridge, contenant 490 acres. Cependant, l'évêque Cobbe a un intérêt antérieur dans ces terres, ayant apporté une aide financière à la famille Weyms (propriétaires du port) quelques années plus tôt, lorsqu'ils ont eu des difficultés à rembourser une hypothèque contractée sur les terres. Le 21 juillet 1742, l’évêque Cobbe fait son deuxième achat de terres dans la paroisse. Il s'agit des terres communales de Kilcreagh, Corballis et Baltra, contenant au total 510 acres. Le prix d’achat est de 6 425,00 £. Comme lors du premier achat, l'intérêt de Cobbe est né du fait que le propriétaire, Maurice Keating, a des difficultés à rembourser une hypothèque. Le dernier achat de terres par la famille Cobbe a lieu en 1811, lorsque Charles achète les champs au nord de Newbridge Demesne et bordant l'avenue Turvey.
L'archevêque est remplacé par son fils, Thomas Cobbe, qui épouse en 1751 Elizabeth Beresford, fille du comte de Tyrone. Elle apporte avec elle une dot, ce qui permet d'apporter des améliorations majeures à la maison. Dans le salon rouge, ajouté par eux, ils reçoivent somptueusement et accrochent de nombreux tableaux superbes achetés en leur nom par le titulaire de l'église de Donabate, le révérend Matthew Pilkington, qui est bien qualifié pour faire ces achats, car c'est lui qui a composé le premier grand dictionnaire anglais des peintres.
Leur fils aîné, Charles Cobbe, meurt en 1798, et leur petit-fils aîné, un autre Charles, devient l'héritier présomptif. Il s'engage dans l'armée, sert en Inde et retourne à Bath en 1805. Quatre ans plus tard, il épouse Frances Conway et vient immédiatement vivre à Newbridge, où il entreprend de nombreux travaux de rénovation avec l'aide de l'argent de sa femme. Pendant l'absence de la famille à Bath, le domaine s'est dégradé. Les énergies considérables de Charles sont utilisées pour le reconstruire. Il abat les « misérables cabanes de boue » occupées par ses locataires et construit de nouvelles maisons sur ses domaines, financées par la vente de certains des tableaux les plus précieux de la famille, tels qu'un Poussin et un Hobbema. Charles Cobbe décède en 1857 et est remplacé par son fils, un autre Charles. Lui, à son tour, meurt en 1886, ne laissant aucun descendant masculin, sa succession passant à sa femme jusqu'à sa mort. Avant sa mort, elle persuade Thomas Maberley Cobbe, un petit-neveu de son défunt mari, de revenir à Newbridge depuis l'Amérique pour reprendre le domaine. Il meurt jeune en 1914, laissant derrière lui deux fils en bas âge, Thomas et Francis, dont ce dernier meurt en 1949. Thomas ne s'est pas marié et, à sa mort en 1985, il est remplacé par la famille de Francis, Hugh, Alec et Mary.
La propriété est ensuite acquise par le Conseil du comté en 1985, mais la famille Cobbe continue à résider à Newbridge House de temps à autre, en raison d'un accord spécial avec le Conseil du comté.

### Château de Lanestown
L'une des structures les plus anciennes et les plus grandes encore debout dans la localité de Donabate est le château de Lanestown, une maison-tour crénelée de la fin du Moyen Âge située sur le terrain de Newbridge House. C'est à l'origine la plus grande des quatre maisons-tours situées dans la zone immédiate au nord de l'estuaire de Broad Meadow, avec le château de Portrane (la tour de Stella), Turvey House (aujourd'hui démolie) et Donabate (église rattachée à l'église Saint-Patrick d'Irlande). La tour faisait probablement partie du projet de château de 10 £ lancé en 1429 par le roi Henri VI, dans lequel un propriétaire foncier recevrait 10 £ s'il construisait une tour défensive pour aider à protéger le Pale,.

## Maison, domaine et ameublement
Newbridge House est construite par l'archevêque Cobbe entre 1747 et 1752 selon les plans de l'architecte James Gibbs. Newbridge contient encore la plupart de son mobilier d'origine. Les intérieurs comprennent le salon rouge, le musée des curiosités et des plâtres ornés répartis dans toute la maison. La maison propose désormais des visites payantes de la maison et de la ferme, ainsi que des événements publics tout au long de l'année,.
Le domaine abrite encore une petite ferme, dont une cour carrée pavée attenante à la maison conçue par Robert Mack et construite vers 1790 après l'achèvement de la maison principale.
Une partie du terrain qui constituait autrefois le domaine abrite désormais le centre de distribution Tesco Donabate, le 11e plus grand bâtiment au monde en termes de superficie,.

### Portrait de Shakespeare

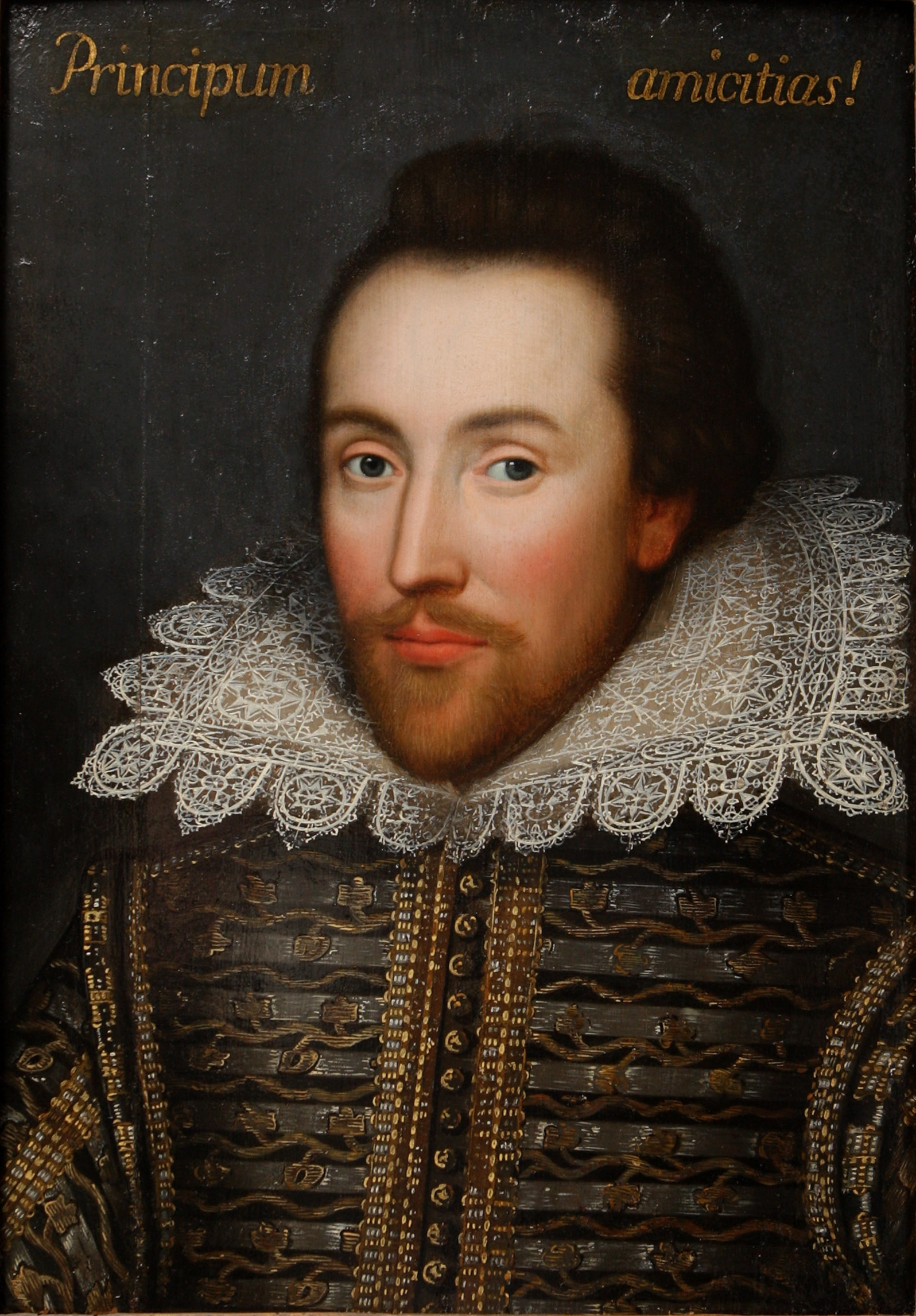
Le portrait de William Shakespeare par Cobbe

Le portrait de Cobbe est un panneau peint sans attribution représentant William Shakespeare, peint de mémoire et considéré par certains comme le seul tableau survivant de Shakespeare. Cette théorie est étayée par l'héritage du portrait par la famille Cobbe du mécène de Shakespeare, Henry Wriothesley, 3e comte de Southampton, et par sa ressemblance avec le portrait de Janssen, considéré aussi comme un portrait de Shakespeare. L'examen scientifique a permis de dater le panneau et les peintures utilisés de la période de la vie de Shakespeare, mais l'affirmation selon laquelle il s'agit de Shakespeare est considérée avec scepticisme.